# Сенное (Смоленская область)
Сенное — деревня в Угранском районе Смоленской области России. Входит в состав Арнишицкого сельского поселения. 
Население — 1 житель (2007 год). 
Расположена в юго-восточной части области в 27 км к юго-востоку от Угры, в 3 км западнее автодороги Знаменка-Спас-Деменск, на берегу реки Сенновка. В 20 км восточнее от деревни находится железнодорожная станция Баскаковка на линии Торжок-Брянск.

## История
В годы Великой Отечественной войны деревня была оккупирована гитлеровскими войсками в октябре 1941 года, освобождена в марте 1943 года.